# 西卡亞區

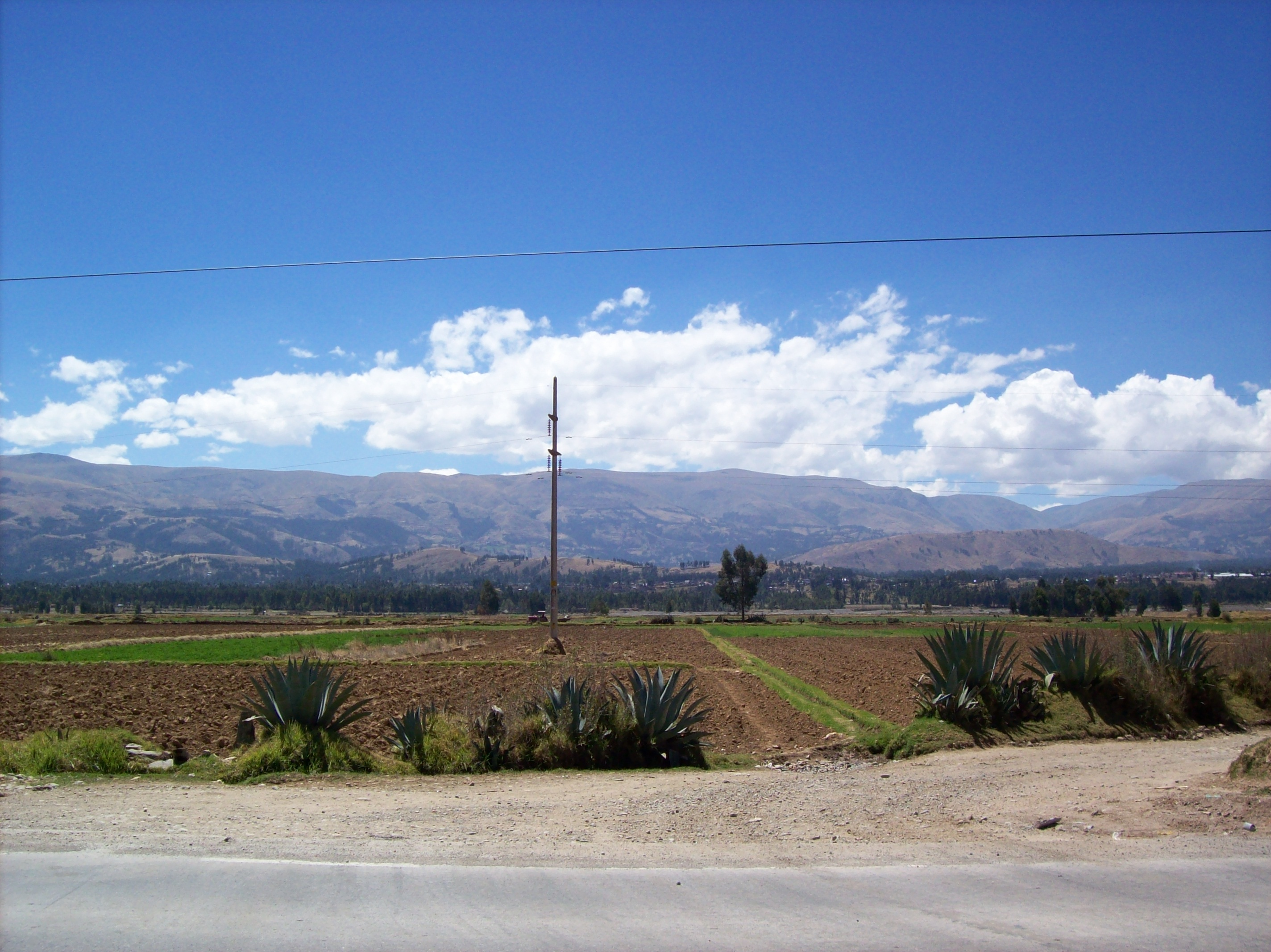

西卡亞區（西班牙語：Distrito de Sicaya），是秘魯的一個區，位於該國中部胡寧大區的萬卡約省，始建於1857年1月2日，面積42.3平方公里，海拔高度3,282米，2005年人口7,274，人口密度每平方公里170人。